# Lophocalotes
Lophocalotes  is een geslacht van hagedissen uit de familie agamen (Agamidae).

## Naam en indeling
De wetenschappelijke naam van de groep werd voor het eerst voorgesteld door Pieter Bleeker in 1860. Er zijn twee soorten, inclusief de pas in 2018 beschreven soort Lophocalotes achlios. Hiervoor was het geslacht monotypisch.
Het geslacht omvat de volgende soorten, met de auteur en het verspreidingsgebied.
| Naam                   | Auteur                                                    | Verspreidingsgebied |
| ---------------------- | --------------------------------------------------------- | ------------------- |
| Lophocalotes achlios   | Harvey, Scrivani, Shaney, Hamidy, Kurniawan & Smith, 2018 | Indonesië (Sumatra) |
| Lophocalotes ludekingi | Pieter Bleeker, 1860                                      | Indonesië (Sumatra) |

## Uiterlijke kenmerken
De lichaamskleur is groen, in de nek en op de rug is een kam aanwezig die voorzien is van stekels, vooral bij de mannetjes. Lophocalotes ludekingi is te onderscheiden van de enige andere soort uit het geslacht -Lophocalotes achlios- door een lager aantal buikschubben, minder schubben aan de keel en minder lamel-achtige schubben onder de tenen.

## Levenswijze
De vrouwtjes zetten eieren af en produceren twee tot zes eieren per jaar. Op het menu staan verschillende ongewervelden zoals insecten.

## Verspreiding en habitat
De hagedissen komen voor in delen van zuidelijk Azië en leven endemisch in Indonesië. Beide soorten zijn alleen gevonden op het eiland Sumatra.